# IC 732
IC 732 ist ein interagierendes Galaxienpaar im Sternbild Löwe an der Ekliptik. Es ist schätzungsweise 324 Millionen Lichtjahre von der Milchstraße entfernt.
Das Objekt wurde am 29. März 1886 vom französischen Astronomen Guillaume Bigourdan entdeckt.